# وی‌آر
وی‌آر (به انگلیسی: VR (nerve agent)) با فرمول شیمیایی C11H26NO2PS یک ترکیب شیمیایی است که جرم مولی آن ۲۶۷٫۳۶۸ g/mol می‌باشد. این ترکیب و ایزومرهایش به عنوان گاز اعصاب در سلاحهای شیمیایی بکار می‌روند. تحقیقات بر روی این گاز از سال ۱۹۵۰ آغاز شد.